# Independence Hall (Israël)
L'Independence Hall, à l'origine la Maison Dizengoff (hébreu : בית דיזנגוף) est le site de la signature de la Déclaration d'Indépendance d'Israël. Il est situé sur l'historique boulevard Rothschild à Tel Aviv, en Israël. De 1932 à 1971, il a abrité le musée d'art de Tel-Aviv et est actuellement un musée consacré à la signature de la déclaration d'indépendance d'Israël et à l'histoire de Tel-Aviv.

## Origine
À proximité de l'actuel Independence Hall, soixante-six familles se sont réunies le 11 avril 1909 pour organiser une loterie afin d'obtenir des parcelles de terrain dans un nouveau quartier juif, qui sera connu sous le nom d'Ahuzat Bayit. Meir et Zina Dizengoff acquièrent la parcelle numéro 43, sur laquelle ils construisent leur maison. Meir Dizengoff est à la tête du nouveau conseil de quartier. En 1910, lors d'une assemblée générale, les habitants d'Ahuzat Bayit, inspirés par l'Altneuland (en anglais : Old-New Land) de Theodor Herzl, décident à l'unanimité de renommer leur quartier Tel Aviv. Alors que le quartier s'agrandit et devient une ville, Dizengoff en devient le premier maire.

## Musée d'art de Tel Aviv
En 1930, après la mort de sa femme, Dizengoff a fait don de sa maison à sa ville bien-aimée de Tel Aviv et a demandé qu'elle soit transformée en musée. La maison a subi d'importantes rénovations et est devenue le musée d'art de Tel Aviv en 1932. Le musée a déménagé à son emplacement actuel en 1971.

## Indépendance
Dans le hall principal du bâtiment, à 16 heures, le 14 mai 1948 (5 Iyar 5708), en présence des membres du Vaad Leumi (Conseil national juif) et des dirigeants du Yishuv, David Ben-Gourion a proclamé la création de l'État d'Israël, huit heures avant la fin du mandat britannique sur la Palestine. Après que Ben-Gourion a lu la déclaration d'indépendance, le rabbin Fischman (Maimon) a récité la bénédiction Shehecheyanu et la déclaration a été signée. La cérémonie s'est achevée par le chant de Hatikvah, devenu l'hymne national d'Israël.

## Musée de la Bible
Les étages supérieurs du bâtiment abritent un musée de la Bible, qui présente des objets archéologiques et des œuvres d'art sur des thèmes bibliques.

## Aujourd'hui
En 1978, le Hall de l'Indépendance a été restauré pour ressembler à son apparence à l'époque de la déclaration d'indépendance et a été ouvert au public. Il abrite aujourd'hui des expositions sur la signature de la déclaration et l'histoire de Tel Aviv-Yafo.